# アスラ・トーヤ
アスレ・トーヤ（Asle Toje、1974年2月16日-）はノルウェー・ノーベル委員会の副委員長であり、2009年から同委員会に所属するまではノルウェー・ノーベル研究所の調査部長を務めた。

## 略歴
外交政策アナリストとして、複数の政府機関や非政府機関の顧問を務める一方、ノルウェーの機関誌・新聞のコラムニストなどを務め、国際メディアにも外交・安全保障政策問題の論評を寄稿。また、国際的に著名な大学・機関で講演を行っている。代表的なものは、ライシナ対話、GLOBSEC、ヴァルダイ・クラブ、ノベル平和賞受賞者フォーラム、アスタナクラブなど。
近年は、核軍縮、平和・安全保障、地政学に関する分野に取り組んでいる。

## 学歴
オスロ大学、トロムソ大学で学んだ後、ケンブリッジ大学で博士号を取得。EU 安全保障政策におけるアメリカの影響について博士論文を執筆。

## 出版物
出典
- Mellemspil: Historien om tiåret da Europa brast 2010-2020 (2022年3月28日)
- Will China’s Rise Be Peaceful?: Security, Stability, and Legitimacy
- The European Union as a Small Power: After the Post-Cold War (Palgrave Studies in European Union Politics)
- The Causes of Peace: What we know now
- Rødt, hvitt & blått: Om demokratiet i Europa
- Neoclassical realism in European politics: Bringing power back in
- Jernburet: Liberalismens krise
- Gullbrikkespillet